# Sinallagma carcerario
La locuzione sinallagma carcerario indicherebbe un rapporto di reciprocità contrattuale fra due entità legate da un nesso sovraordinato all'istituzione totale.

## Storia
La locuzione "sinallagma carcerario" si può rintracciare in un testo del 1999 e, in data antecedente, in una sentenza della Corte Costituzionale del 1993 in cui si afferma che "[...] il Tribunale rimettente sostiene che con la norma impugnata non si è fatto buon uso del cosiddetto sinallagma carcerario, che consente di modulare la pena detentiva in funzione della personalità del condannato, della sua attuale pericolosità e delle possibilità di reinserimento sociale [...]".

## Caratteristiche
Sostanzialmente, tra un soggetto (ad es. detenuto o utente o ospite) e un'autorità preposta (ad es. penitenziario o comunità o OPG o RSA) si pattuisce un vincolo, consistente in uno scambio di disponibilità ad accettare ed impegnarsi in un percorso rieducativo da parte del soggetto, in cambio della concessione di benefici premiali, assistenza, cura e riabilitazione.

## Disciplina normativa italiana
Con l'entrata in vigore della legge n. 354 del 26 luglio 1975, di riforma dell'ordinamento penitenziario, viene definito un corpus normativo che si orienta maggiormente verso una pena di tipo rieducativo.

Infatti soppiantando l'impostazione del precedente ordinamento, il detenuto non è più visto come un soggetto da punire e custodire in difesa del mondo esterno, bensì diventa una persona da rispettare e da riabilitare. Viene in questo modo riconosciuta la necessità di individuare e studiare le cause del suo disadattamento e determinare un programma di trattamento penitenziario adeguato al suo recupero e al successivo reinserimento nella società.
In questa nuova prospettiva trova ampio spazio la psicologia giuridica e forense: “un settore della psicologia applicata che si occupa di tutte le problematiche psicologiche che insorgono nella pratica giudiziaria e, in particolare, dei casi in cui risulta indispensabile l'accertamento dell'integrità psichica del reo”.

Al riguardo, ricordiamo una "lettera circolare" inviata nel 2005 dal Dipartimento dell'amministrazione penitenziaria a tutte le istituzioni penitenziarie italiane, avente come oggetto "L'area educativa: il documento di sintesi ed il patto trattamentale" in cui si pianifica un processo relazionale, definibile come sinallagma carcerario, che consiste in uno scambio di disponibilità ad accettare il percorso trattamentale da parte del detenuto, in cambio della concessione di benefici premiali alternativi alla detenzione, da parte dell'istituzione; ad es.: liberazione anticipata, arresti domiciliari, affidamento a Servizi sociali quali Cooperative sociali, ONLUS, Volontariato.
In sostanza, con il "patto trattamentale", il detenuto si impegna formalmente, con la sottoscrizione di detto documento alla presenza del Direttore dell'Istituto, a dare la propria collaborazione e a seguire responsabilmente il progetto concordato, avendo compreso il significato delle offerte trattamentali che gli sono state proposte dagli operatori, relativamente a:
1. lavoro;
2. corsi di istruzione;
3. attività culturali, ricreative e sportive;
4. rapporti con la famiglia.